# Наводнение в Париже (1910)
Наводнение в Париже (фр. Crue de la Seine de 1910) произошло в конце января — феврале 1910 года. В связи с обильными зимними дождями Сена и её притоки, Йонна, Луэн и Гран-Морин, поднялись и затопили значительную часть города через тоннели, канализацию и сточные трубы, при этом сама река на территории Парижа из берегов не вышла, а в городках к востоку и западу от столицы, например, Иври-сюр-Сен, Вильнёв-ла-Гаренн, Сен-Дени, Эпине-сюр-Сен и Женвилье, — вышла. Так как вода поднималась достаточно плавно, погибших не было.
20 января было остановлено движение многих судов по реке, так как из-за поднявшейся воды некоторые корабли не могли пройти под мостами. Первые признаки надвигающейся катастрофы были замечены 21 января: уровень реки стал подниматься быстрее обычного, в тот же день прекратила работу фабрика фр. Usine de la Société Urbaine d'Air Comprimé. В течение последующей недели несколько тысяч человек были эвакуированы из своих домов, экономическая жизнь города практически замерла. По улицам на лодках плавали полицейские, пожарные и солдаты, спасая тех, кто не захотел или не успел покинуть свои дома. Эвакуированных размещали в государственных учреждениях, школах и церквях. Помимо всего прочего, затопленной оказалась железнодорожная станция фр. Gare du Musée d'Orsay и половина метрополитена. Для пешего перемещения по городу были срочно сооружены деревянные мостки. 28 января вода достигла максимума: 8,68 метра выше нормального уровня, к этому дню были затоплены сотни улиц, около 20 000 домов и около 22 000 подвалов. Вода была не только ледяная, но и сильно загрязнённая, так как она размыла многие уборные. После этого вода также постепенно начала уходить, что заняло 35 дней.
Экономический ущерб от наводнения составил около 400 миллионов франков золотом, что по нынешнему курсу составляет примерно 1,6 миллиарда евро, кроме того, 50 миллионов франков золотом ушли в качестве помощи пострадавшим. Наводнение стало крупнейшим после 1658 года, когда вода поднялась до отметки 8,81 м. Если бы такое наводнение произошло сейчас, было бы затоплено около 500 000 домов, сотни тысяч человек остались бы без крова.
На фоне парижского наводнения 1910 года разворачивается действие мультфильма «Монстр в Париже».

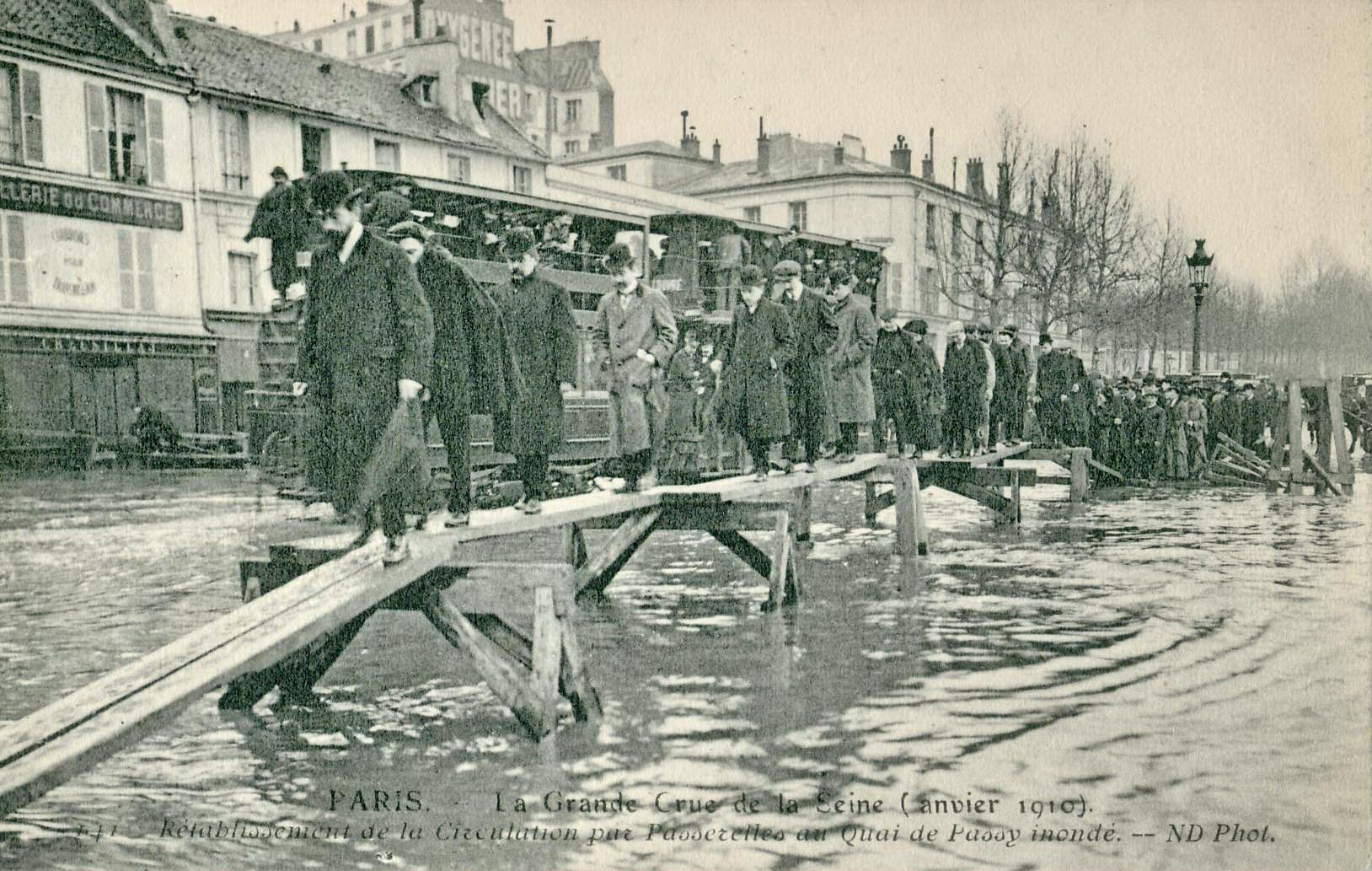
Для пешего перемещения по городу были сооружены деревянные мостки
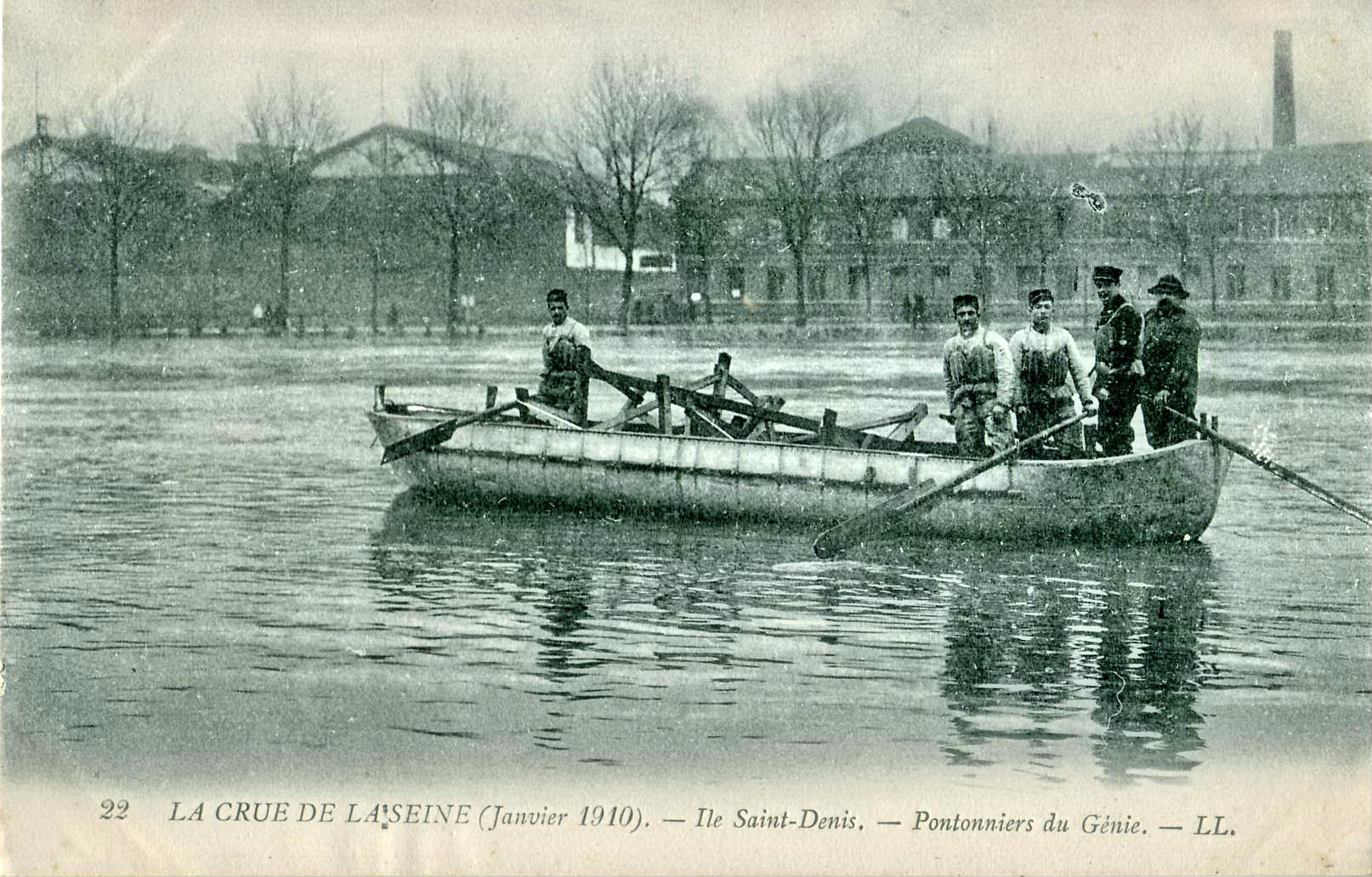
По улицам на лодках плавали полицейские, пожарные и солдаты, спасая тех, кто не захотел или не успел покинуть свои дома.
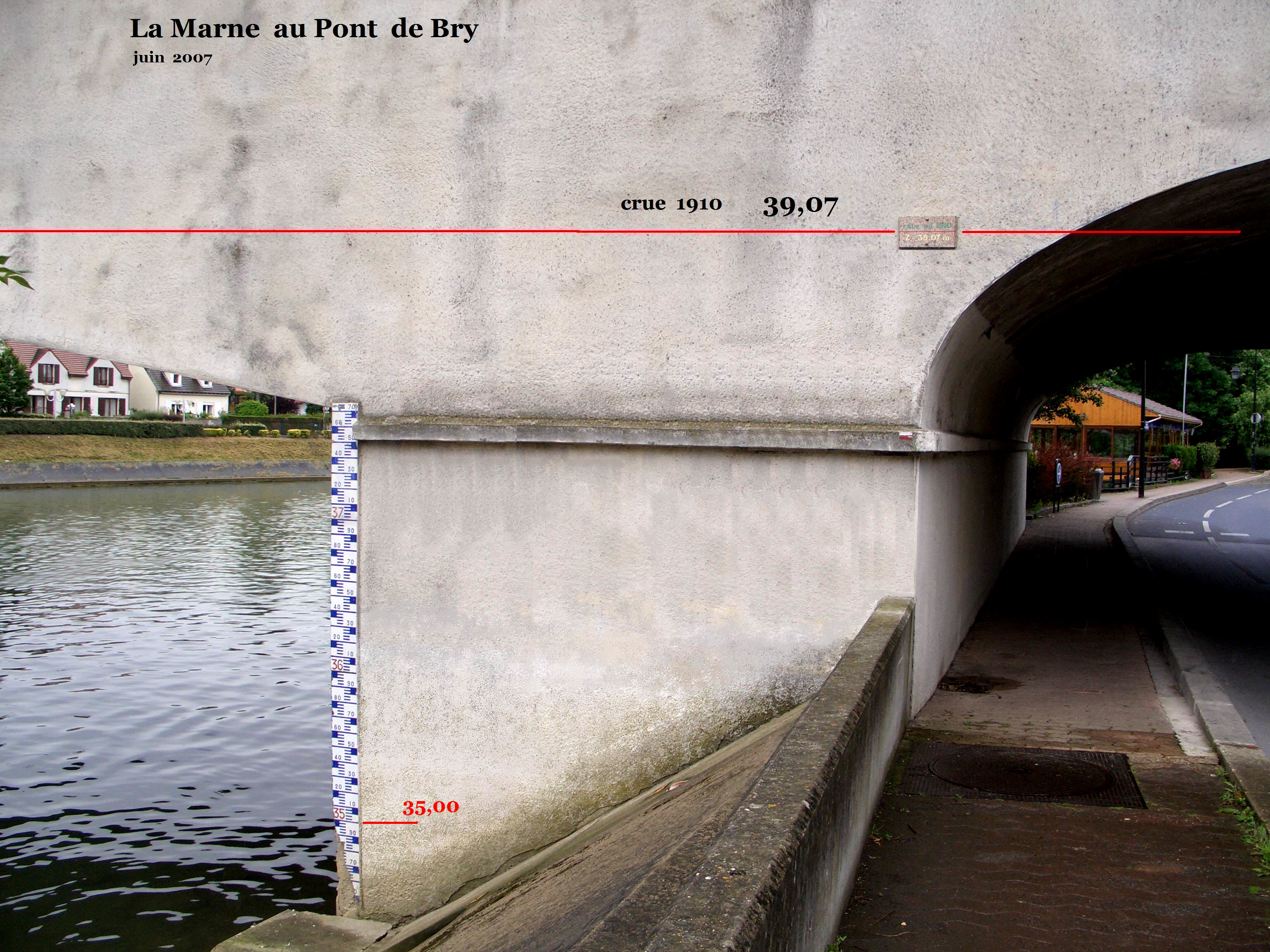
Уровень воды, бывший здесь в 1910 году, указан красной линией.